# Eastern Province (Sierra Leone)
Die Eastern Province (deutsch Östliche Provinz) umfasst den Osten des westafrikanischen Staates Sierra Leone. Sie hat 1.943.610 Einwohner (Stand 2021) und eine Fläche von 15.553 Quadratkilometer.
Eastern umfasst die drei Distrikte Kailahun, Kenema und Kono und ist weiterhin in 44 Chiefdoms untergliedert. Provinzhauptstadt ist Kenema, das zugleich Hauptstadt des Distriktes Kenema ist.

## Infrastruktur
Die Provinz verfügte 2006 über 216 Gesundheitseinrichtungen, darunter nur drei staatliche Krankenhäuser. Auf etwa 120.000 Einwohner kommt lediglich ein Arzt. 950 Grundschulen sowie 65 weiterführende Schulen finden sich in der Provinz, davon die Hälfte im Distrikt Kenema. Es gibt provinzweit 49 berufsbildende Schulen. 25 Prozent der Bewohner haben Zugang zu Trinkwasser.
Knapp 61 Prozent der Einwohner haben Zugang zu sicherem Trinkwasser, fünf Prozent sind an das öffentliche Stromnetz angeschlossen.

## Wirtschaft
Die Wirtschaft der Eastern Province ist vor allem durch den Bergbau und die Landwirtschaft geprägt. Es werden vor allem Reis, Kaffeebohnen, Kakaobohnen und Palmöl gewonnen. Nahezu 68 Prozent der Einwohner leben in Armut.